# Midnight Traveler
Midnight Traveler es una película documental de 2019 dirigida por Hassan Fazili. Filmado en tres teléfonos inteligentes por Fazili y su esposa, Fatima Hussaini, y sus dos hijas, narra su viaje de tres años desde su hogar en Afganistán hasta Europa en busca de asilo.
La película se estrenó en la Competencia de Documentales de Cine Mundial en el Festival de Cine de Sundance en enero de 2019, donde ganó el Premio Especial del Jurado por Sin Fronteras. También se proyectó en la sección Panorama del Festival Internacional de Cine de Berlín en febrero de 2019, donde ganó el segundo premio en la sección de documentales. Fue nominado a Mejor Documental en los Gotham Independent Film Awards de 2019. PBS transmitió la película como parte de la serie POV el 30 de diciembre de 2019. Como episodio de la serie, la película recibió un premio Peabody en 2020.

## Argumento
Fazili y Hussaini, que son cineastas autodidactas, eran dueños del Art Café and Restaurant de Kabul, un lugar donde se congregaban hombres y mujeres con creencias reformistas, hasta que los líderes religiosos conservadores organizaron un boicot y una redada policial, lo que obligó a la pareja a cerrarlo. abajo. En 2015, después de que el documental de Fazili sobre el mulá Tur Jan, un excomandante talibán que renunció a la causa, se emitiera en la televisión nacional, los talibanes asesinaron al mulá Tur Jan y ofrecieron una recompensa por la cabeza de Fazili. Los fazili huyeron a Tayikistán y solicitaron asilo, pero después de 14 meses, fueron deportados a Afganistán. Este es el contexto en el que comienza la película.
La familia parte hacia Europa, en la llamada "ruta de los Balcanes". Llegan a Turquía a través de Irán en automóvil y luego a Bulgaria con la ayuda de contrabandistas. Aunque encuentran un lugar para quedarse en un campo de refugiados, son víctimas de un crimen de odio y se dirigen a Serbia, en el camino hacia donde se ven obligados a acampar durante días. Llegan a un campo de refugiados en Hungría, donde pasan un año esperando poder pedir asilo. Luego, la familia es detenida durante tres meses antes de que finalmente se les otorgue el estatus de refugiado en abril de 2018.
Sin permiso de las autoridades, los fazili se mudaron a Alemania el mismo mes en que se les otorgó el estatus de refugiados, debido al mal trato que recibieron en el centro de detención en Hungría. Las autoridades alemanas rechazaron la solicitud de permanencia de los Fazili, obligándolos a vivir en malas condiciones en Hungría hasta noviembre de 2019. Luego se les concedió la residencia permanente en Alemania.

## Producción
La cineasta de habla persa Emelie Mahdavian, que produjo y editó la película, estableció "puntos de contacto" en cada país para copiar el metraje que Fazili almacenó en tarjetas SD y enviárselo a Estados Unidos para que, una vez recibido el metraje, el la familia podría eliminar imágenes antiguas y asegurar el espacio de almacenamiento en sus teléfonos para grabar nuevas imágenes. Mahdavian se unió a Fazili en Serbia para trabajar en el desarrollo de la historia y grabar la voz en off. Se editaron 300 horas de metraje y 25 horas de voz en off para obtener una película de 87 minutos. Mientras los Fazilis esperaban que se procesara su solicitud de asilo, el equipo de producción se unió a ellos en Alemania para trabajar en la posproducción.

## Lanzamiento
En marzo de 2019, Oscilloscope adquirió los derechos norteamericanos de la película. Estrenó la película en cines el 18 de septiembre de 2019.

## Recepción
En el sitio web del agregador de reseñas Rotten Tomatoes, la película tiene una calificación de aprobación del 100%, según 47 reseñas, y una calificación promedio de 8.1/10. El consenso crítico del sitio dice: " Midnight Traveler pone una cara personal desgarradora en la crisis de refugiados moderna, llevando a casa las odiseas desgarradoras de los desplazados". En Metacritic, la película tiene una puntuación media ponderada de 79 sobre 100, basada en 18 críticos, lo que indica "críticas generalmente favorables".
Wendy Ide de Screen International calificó la película como un "documental esencial y conmovedor" y escribió, "el sufrimiento, el miedo y la humillación que experimentan se equilibran con momentos de calidez y el ojo de urraca de un artista para vislumbrar inesperadamente la belleza. Es un logro notable". Simran Hans de The Observer escribió, "la combinación de perspectivas pinta un retrato vívido y esperanzador de una familia, así como una acusación de la crisis de refugiados". Gary Garrison de The Playlist le dio a la película una calificación A-, escribiendo: "No pretende contar la historia de The Refugee , ni calza estadísticas sobre la violencia en Afganistán o las familias forzadas a abandonar sus hogares...Midnight Traveler , más bien, es una película sobre una familia, sobre las dificultades y la inhumanidad que han soportado, sobre su valentía, sobre su amor, sobre su esperanza y, sobre todo, sobre su deseo de estar a salvo y en control de sus vidas. vidas y cuerpos y destinos y sinos”.
Manohla Dargis de The New York Times escribió: "Lo que distingue en gran medida a Midnight Traveler es su intimidad ansiosa, una sensación de cercanía incómoda que te lleva a un círculo familiar que a veces se vuelve muy pequeño... Los cineastas narran sus propias vidas, de Pero también están documentando una catástrofe mucho mayor, una que viene en diferentes idiomas y afecta a innumerables familias". Vanessa H. Larson de The Washington Post describió la película como "el extraordinario relato en primera persona de la fuga del cineasta Hassan Fazili de Afganistán con su familia" y escribió: "La película captura no solo los momentos desgarradores de su terrible experiencia, sino también el puro tedio de la espera aparentemente interminable y la incertidumbre que venir con ser refugiados".
Doreen St. Félix de The New Yorker escribió: "Hay un desafío a los métodos de los Fazilis para documentar su infierno en la tierra. La película tiene estilo, un sentido del estilo y el drama, y de alegría". St. Félix pidió un mejor reconocimiento de las "fortalezas narrativas y estéticas" de la película, que argumentó que "no son florituras superficiales sino inseparables de cómo observamos la unidad familiar".